# Mbaïki
Mbaïki (scritto anche Mbaki o M'Baiki) è una subprefettura della Prefettura di Lobaye, nella Repubblica Centrafricana. 